# Vandal Hearts
Vandal Hearts (Japans: ヴァン ダル ハーツ) is een computerspel dat werd ontwikkeld en uitgebracht door Konami. Het spel kwam in 1996 uit voor de PlayStation. Een jaar later volgde een release voor de Sega Saturn en in 1998 voor Microsoft Windows.
Vandal Hearts is een strategisch spel. Het speelt zich af in het jaar 1254 op het continent Sostagaria, waar vijftien jaar eerder de regering onder leiding van de Ashah-dynastie omver werd geworpen door een groep rebellen gecontroleerd door Arris de Sage. Op de dag dat Arris zou worden benoemd tot hoofd van de republiek, verdween hij op mysterieuze wijze. Tijdens gevechten kan de speler met personages praten en items kopen.
Op 30 juni 2000 werd de opvolger van dit spel uitgebracht.

## Personages
- Ash Lambert
- Clint Picard
- Diego Renault
- Eleni Dunbar
- Huxley Hobbes
- Kira Wulfstan
- Grog Drinkwater
- Dolan
- Amon(Migeul Amon Leen)
- Sara Celia Larna
- Zohar Abu Sa'id
- Darius Gennius Steinhoff

## Platforms
| Jaar | Platform    |
| ---- | ----------- |
| 1996 | PlayStation |
| 1997 | Sega Saturn |
| 1998 | Windows     |

## Ontvangst
| Beoordeeld door                     | Platform    | Datum            | Score |
| ----------------------------------- | ----------- | ---------------- | ----- |
| The Video Game Critic               | PlayStation | 15 juli 1999     | 100%  |
| Game Revolution                     | PlayStation | april 1997       | 91%   |
| Netjak                              | PlayStation | 4 oktober 2002   | 91%   |
| Legendra                            | PlayStation | 5 januari 2010   | 90%   |
| RPGFan                              | PlayStation | 20 november 1998 | 82%   |
| Digital Press - Classic Video Games | PlayStation | 16 oktober 2005  | 80%   |
| IGN                                 | PlayStation | 9 april 1997     | 80%   |
| Game Critics                        | PlayStation | 7 januari 2002   | 80%   |
| Edge                                | PlayStation | juni 1997        | 80%   |
| GameSpot                            | PlayStation | 27 maart 1997    | 71%   |